# Kiya
Kiya va ser una de les esposes del faraó Akhenaton. Se sap poc d'ella, i les seves accions i rols estan poc documentats en el registre històric, en contrast amb els de la Gran Esposa Reial d'Akhenaton, Nefertiti. El seu nom insòlit suggereix que podria haver estat una princesa d'origen mitanni. Les proves que han sobreviscut demostren que Kiya va ser una figura important a la cort d'Akhenaton durant els anys intermedis del seu regnat, quan va tenir una filla.
Desapareix de la història uns anys abans de la mort del seu marit. Fins fa poc, es creia que era la mare de Tutankamon, però les proves recents d'ADN suggereixen altres consideracions.

## Títols
Tenia el títol de Molt Estimada. El seu títol complet era Estimada esposa del governant de l'Alt i Baix Egipte. Viu de la veritat, senyor de les dues terres, Neferkheperure-Uaenré, [que és] l'estimat fill de l'Aton viu i que viu per sempre i per a l'eternitat, Kiya. Aquest text en jeroglífic és el següentː
| V31 · Z4 | G1 | B1 | N41 · X1 | B1 | U7 · D21 | D21 · Z4 · X1 | O29 · X1 | N35 | M23 · X1 | L2 · X1 | S34 | N35 · Aa1 | Aa11 | Aa11 · X1 | ( | F35 | L1 | N5 · Z2 | ) | G40 | N37 · D21 | M17 | A17 | F35 | X1 |